# In•ter a•li•a
Albums de At the Drive-In
This Station Is Non-Operational
(2005)
Singles
1. Governed by Contagions
Sortie : 8 décembre 2016
2. Incurably Innocent
Sortie : 22 février 2017
3. Hostage Stamps
Sortie : 2 avril 2017

In•ter a•li•a est le quatrième album studio du groupe américain de post-hardcore At the Drive-In, publié le 5 mai 2017 par Rise Records.

## Liste des chansons
Toute la musique est composée par At the Drive-In.
| 1.    | No Wolf Like the Present    | 3:39 |
| 2.    | Continuum                   | 4:02 |
| 3.    | Tilting at the Univendor    | 3:26 |
| 4.    | Governed by Contagions      | 3:27 |
| 5.    | Pendulum in a Peasant Dress | 3:41 |
| 6.    | Incurably Innocent          | 3:26 |
| 7.    | Call Broken Arrow           | 4:11 |
| 8.    | Holtzclaw                   | 3:49 |
| 9.    | Torrentially Cutshaw        | 3:12 |
| 10.   | Ghost-Tape No. 9            | 4:15 |
| 11.   | Hostage Stamps              | 3:53 |
| 41:07 |                             |      |